# Računalniški muzej, Ljubljana
Računalniški muzej (angl. Computer History Museum) je zasebni muzej zgodovine računalništva v ljubljanski Šiški. Zbira domačo in tujo strojno in programsko opremo, literaturo in povezane predmete ter organizira razstave, oglede, delavnice in predavanja.

## Upravljanje
Muzej od leta 2013 upravlja tistega leta ustanovljeno Društvo računalniški muzej. Direktorica muzeja je Gaja Zornada, ki društvo vodi od njegovega začetka, vodja zbirke pa je Boštjan Špetič, soustanovitelj podjetja Zemanta. Podpredsednik muzeja in vodja laboratorija je Marko Štamcar, soustanovitelj podjetja Outfit 7.

## Lokacije
Muzej je od leta 2004 deloval na 20 kvadratnih metrih pod okriljem Kiberpipe (vodja Dunja Rosina) na Kersnikovi ulici 6 v Ljubljani, dokler ni bila ta leta 2013 izseljena s strani Študentske organizacije Univerze v Ljubljani, ki je v prostorih muzeja uredila menzo. Zbirka je takrat zatočišče našla v skladišču zasebnega donatorja. Kasneje je muzej prirejal razstave v drugih institucijah.
Sedaj deluje v treh etažah na ok. 700 kvadratnih metrih v Trgovskem paviljonu v Šiški, ki je del Komunalnega centra Šiška. Za javnost je odprt od 18. junija 2022. Zasedel je prostore nekdanjega Centra dvokoles koprskega podjetja Trgoavto, ki je šel v stečaj leta 2012. Otvoritev je z leta 2019 premaknila pandemija covida-19. Otvoritvena razstava je bila "Kaj pa programje?".

### Center dvokoles
Šišenski Center dvokoles, odprt konec maja 2004, je bil druga tovrstna Trgoavtova prodajalna. Prva je bila odprta v Kopru. Ob stečaju podjetja je imel stečajni upravitelj Stevo Radovanović težave z iskanjem kupca za to opuščeno šišensko poslovalnico, katere vrednost je najprej ocenil na 790.510 evrov.

### Obnova šišenskih prostorov
Nakup in obnovo opuščene Trgoavtove poslovalnice je sponzoriral Marko Štamcar, ki je plačal tudi stroške delovanja muzeja med pandemijo covida-19. Nov videz prostora je zasnoval arhitekturni biro BAAM arhitekti, ki je odpravil posledice prejšnjih posegov in ponovno vzpostavil transparentnost, možnost pogleda skozi objekt na drugo stran. Za osvetlitev je poskrbelo podjetje Arcadia, okna in vrata je prispevalo podjetje Alu 2 m, notranjo opremo pa je izdelalo podjetje Šenk pohištvo. Glavni izvajalec del je bilo podjetje Montaža Škerjanec.

## Sponzorji, financiranje in povezane organizacije
Muzej sofinancira Evropska unija prek programa Horizon 2020. Njegovi sponzorji in partnerji so Gen-I, T-2, Pošta Slovenije, Računalniške novice in založba Jazbina.
Je ambasador fundacije UNESCO Software Heritage, član slovenske mreže NVO za vključujočo informacijsko družbo in član mreže DOORS – Digitalnega muzejskega inkubatorja, programa za majhne in srednje velike muzeje, ki deluje pod okriljem konzorcij partnerjev Ars Electronica, Museum Booster in Ecsite. DOORS prav tako financira EU-jev program Horizon 2000.
Za lastni emulator 8-bitnih iger Arkadnik, ki za svoje delovanje uporablja računalnik Raspberry Pi, je prek razpisa Centra za kreativnost pridobil sredstva iz Evropskega sklada za kohezijski razvoj.
Radio Študent je zanimal morebiten vpliv sponzorjev na program muzeja. Po besedah direktorice Zornadove v muzeju ne sodelujejo s podjetji, ki bi s financiranjem želela vplivati na njegov program, na katerega naj ne bi vplival tudi dobrotnik, vodja laboratorija in podpredsednik Štamcar.

## Zbirka in razstave
Večino zbirke so prispevali donatorji. Muzej je na začetku imel 300, junija 2022 pa 6500 primerkov. Obiskovalci lahko razstavljeno opremo tudi preizkusijo. Manj redke predmete je muzej posojal za filmsko produkcijo.

### Na Kersnikovi ulici
Leta 2006 je muzej ob otvoritvi nove sezone odprl Game Boy kotiček, na ogled med drugim dal Atari 800xl, ZX81 Sinclair, Commodore 128 in Toshibo T1000 ter uvedel novo vitrino z zbirko procesorjev, trdih diskov ter nekaj izmed tehnologij, uporabljenih za glavni pomnilnik. Leta 2008 je svojo 5. sezono začel z razstavo zbirke, ki jo je muzeju podaril IBMI - Inštitut za biomedicinsko informatiko Medicinske fakultete Univerze v Ljubljani. Obsegala je eksponate iz 70. in 80. let prejšnjega stoletja, npr. luknjalec kartic IBM 29 in luknjalec-preverjalnik kartic IBM 129. Muzeju je svojo zbirko darovala tudi revija Monitor.

### Gostovanja

#### GOTO 1982
Razstava GOTO 1982, ki je vsebovala velik del zbirke muzeja, je bila na ogled od leta 2012 do 20. maja 2013 potekala v Muzeju novejše zgodovine Slovenije, pozneje pa tudi v Tehniškem muzeju. Po besedah Aleša Špetiča, nekdanjega predsednika uprave Zemante, je bila ta razstava vredna 13.000 evrov.

#### Naši računalniki od Karavank do Kitajske
Med 8. in 26. februarjem 2019 je bila v zgodovinskem atriju Mestne hiše v Ljubljani na ogled razstava Naši računalniki od Karavank do Kitajske.

#### Piksli: od visoke tehnologije do ulične umetnosti
Med 1. in 6. junijem 2023 je v Mednarodnem grafičnem likovnem centru potekala razstava Računalniškega muzeja Piksli: od visoke tehnologije do ulične umetnosti.

### V Šiški
Ob odprtju prostorov v Šiški je muzej od ARNES-a dobil strežniški sistem Stenar (MicroVAX znamke DEC, ki so ga nehali uporabljati leta 1997). Med drugim poseduje znanstveni žepni kalkulator HP-35 (podaril ga je Andrej Šolinc, katerega oče je delal v podjetju Hewlett-Packard), prvi prenosni računalnik Instituta Jožef Stefan ter prve hišne računalnike ZX Spectrum in Commodore 64.
Na njegovem zidu slavnih visijo portreti Muhamada Al Hvarizmija, Ade Lovelace, Charlesa Babbagea in Alana Turinga. V kletnih prostorih je muzejski depo. Po besedah Štamcarja je digitalizacija revij drag in zamuden proces, ki ga opravljajo zunanji izvajalci.

#### Razstava Digitalni stripi / Digitalno in stripi
Med 15. junijem in 15. julijem 2021 je potekala razstava 15 digitalnih stripov francoskih avtorjev, izbranih del razstave Machines à Bulles. Pri projektu je sodeloval Francoski inštitut v Sloveniji, in sicer v sklopu programa digitalnega novembra in leta stripa v Franciji (20-21).

#### Razstava Kaj te briga?!
Med 11. majem in 10. junijem 2023 je bila na ogled razstava Kaj te briga?!, ki je obravnavala zbiranje podatkov mladoletnih na spletu. Častna pokroviteljica razstave je bila ministrica za digitalno preobrazbo Emilija Stojmenova Duh.

#### Razstava Escape
Med 24. novembrom 2022 in 28. oktobrom 2023 je v sodelovanju s Francoskim inštitutom na ogled razstava Escape, ki govori o posameznikovem zavedanju o lastnem položaju v sodobnem digitalnem svetu, za katerega so značilni pomanjkljivo znanje, lažni občutek svobode in zbiranje podatkov s strani multinacionalk.

#### Razstava Kaj pa programje?
Razstava "Kaj pa programje?", ki poteka od otvoritve dalje, govori o programski opremi.

#### Razstava Steklena soba – napačno informiranje
Razstava "Steklena soba – napačno informiranje" obravnava napačne informacije, raziskuje, kaj napačne informacije so, zakaj se delijo, kako se širijo in kakšno vlogo imajo nove tehnologije globokih ponaredkov in platforme družbenih medijev pri širjenju napačnih informacij.

#### 40. obletnica Macintosha
Za praznovanje 40. obletnice Macintosha januarja 2024 je muzej priredil majhno slovesnost. Vsi Appleovi eksponati iz muzejske zbirke so bili razstavljeni, da bi ponazorili razvojno časovnico Macintosha ter drugih izdelkov, ki jih je ustvaril Apple. Vpliv Macintosha je bil predstavljen skozi razpravo, osredotočeno na tri ključne perspektive, kjer nova tehnologija neizogibno vpliva: trženje, skupnost in dosegljivost trga.

## Neurje septembra 2021
Neurje s poplavami 29. septembra 2021 zaradi pravilnega hranjenja ni uničilo muzejeve zbirke, vendar je vseeno povzročilo materialno škodo.

### Stare spletne strani
- Kiberpipin računalniški muzej na Wayback Machine (archived 1. decembra 2008)
- Razstava GOTO 1982 (Muzej novejše zgodovine Slovenije) na Wayback Machine (archived 12. januarja 2014)